# L'Étoile du Nord

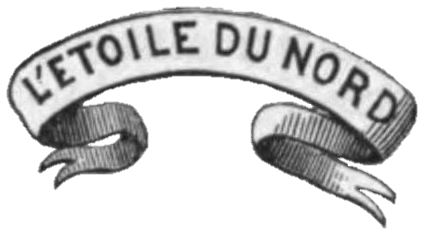
شعار ولاية مينسوتا

ختم ولاية مينسوتا

L'Étoile du Nord هي عبارة فرنسية (بالإنجليزية: The Star of the North)‏ وبالعربية نجم الشمال وهو شعار ولاية مينسوتا الأمريكية، اختاره شعارًا رسميًّا للولاية في 1861 أولُ عمدة لولاية هنري هاستينغز سيبلي، بعد ثلاث سنوات من دخول مينسوتا الاتحاد. واعتمده المجلس التشريعي للولاية وهو يُستخدم شعارًا رسميًّا للولاية وعلى ختم الولاية.